# Teratophoneus
Teratophoneus (von griechisch teratos = "Monster" und phoneus = "Mörder") war eine Gattung großer fleischfressender Dinosaurier aus der Familie der Tyrannosauridae. Einzige bekannte Art ist Teratophoneus curriei.

## Beschreibung
Der Holotyp von Teratophoneus besteht aus einem fragmentarischen Schädel und Teilen des postcranialen Skeletts. Die Fossilien wurden ursprünglich vier verschiedenen Individuen zugeordnet, stammen aber wohl nur von einem einzigen subadulten Tier.
Teratophoneus unterscheidet sich von anderen Tyrannosauriden durch einen relativ kurzen Schädel, wie es sich unter anderem aus der geringeren Anzahl von Zähnen sowie der kurzen und nach vornehin steil abfallenden Maxilla ableiten lässt. Da von anderen Tyrannosaurinen bekannt ist, dass die Schädel subadulter Tiere länglicher als die adulter Individuen sind, postulieren Carr et al., dass auch der Schädel eines adulten Teratophoneus kürzer („short-snouted“) war.
Carr et al. schätzen das Gewicht des Holotyps anhand des Oberschenkels auf etwa 667 kg. Damit war Teratophoneus wahrscheinlich größer als Alioramus.

## Systematik
Teratophoneus wird innerhalb der Tyrannosauridae zur Unterfamilie Tyrannosaurinae gezählt, die während der Oberkreide sowohl in Asien als auch in Nordamerika verbreitet waren und zu den größten Landraubtieren der damaligen Zeit gehörten. Teratophoneus war fortschrittlicher als der asiatische Alioramus und stand dem Zweig von Daspletosaurus, Tarbosaurus und Tyrannosaurus gegenüber.
Gekürztes Kladogramm nach Carr et al. (2011)
|  | Daspletosaurus                                                |
|  |                                                               |
|  | \| \| Tarbosaurus \| \| \| \| \| \| Tyrannosaurus \| \| \| \| |
|  |                                                               |
|  | Tarbosaurus                                                   |
|  |                                                               |
|  | Tyrannosaurus                                                 |
|  |                                                               |

|  | Tarbosaurus   |
|  |               |
|  | Tyrannosaurus |
|  |               |

|  | Daspletosaurus                                                |
|  |                                                               |
|  | \| \| Tarbosaurus \| \| \| \| \| \| Tyrannosaurus \| \| \| \| |
|  |                                                               |
|  | Tarbosaurus                                                   |
|  |                                                               |
|  | Tyrannosaurus                                                 |
|  |                                                               |

|  | Tarbosaurus   |
|  |               |
|  | Tyrannosaurus |
|  |               |

|  | Daspletosaurus                                                |
|  |                                                               |
|  | \| \| Tarbosaurus \| \| \| \| \| \| Tyrannosaurus \| \| \| \| |
|  |                                                               |
|  | Tarbosaurus                                                   |
|  |                                                               |
|  | Tyrannosaurus                                                 |
|  |                                                               |

|  | Tarbosaurus   |
|  |               |
|  | Tyrannosaurus |
|  |               |

|  | Daspletosaurus                                                |
|  |                                                               |
|  | \| \| Tarbosaurus \| \| \| \| \| \| Tyrannosaurus \| \| \| \| |
|  |                                                               |
|  | Tarbosaurus                                                   |
|  |                                                               |
|  | Tyrannosaurus                                                 |
|  |                                                               |

|  | Tarbosaurus   |
|  |               |
|  | Tyrannosaurus |
|  |               |

## Fundort
Die Überreste von Teratophoneus wurden in Kane County im Süden Utahs in den Schichten der Kaiparowits-Formation gefunden, die auf spätes Campanium (ca. 76,1 bis 74 Mio. Jahre) datiert wurden. Noch etwas eher lebte Lythronax, dessen Reste aus der mittel-campanischen Wahweap-Formation (ca. 80 Mio. Jahre) der gleichen Gegend stammen. Andere nordamerikanische Tyrannosauriden aus dieser Zeit sind nur von Fundorten nördlich der Rocky Mountains bekannt. Zusätzlich ist Teratophoneus der erste überhaupt beschriebene Vertreter der Tyrannosauroidea aus der Kaiparowits-Formation.
Teratophoneus erweitert das geographische und zeitliche Verbreitungsgebiet der Tyrannosaurinae und erlaubt, gemeinsam mit anderen neuen Gattungen wie Bistahieversor, neue Einblicke auf die frühe Diversifikation der Tyrannosauroidea in Nordamerika.